# Миньят-эн-Наср
Ми́ньят-эн-Наср — город в Египте, центр района (марказ) в губернаторстве Дакахлия в дельте Нила. Население 82275 жителей. Расположен на канале Эль-Бахр-Эс-Сагир, через который в городе построены два моста - «Английский» и «Французский». 
Сам город представляет собой агломерацию из собственно города Миньят-эн-Наср и окружающих его посёлков: Ад-Диракса, Мит-Эль-Хауали и Мит-Тахир. Население всего района оценивается в 321 000 жителей (2011 год). В районе доля неграмотных старше 15 лет составляет 4%.

## История
Это древнее поселение, известное с 4200 г. до н. э, в то время являлось портом на Ниле. Ранее также называлось деревней торговцев.
Исламское завоевание города прошло под предводительством племени Бани-Шайба, в результате которого погибли многие горожане, гробницы существуют до сих пор.
Мухаммед Али Египетский, хедив Египта, сделал город центром Инженерного корпуса своей армии.